# 托尔塞
托尔塞（法語：Torcé，法語發音：[tɔʁse]）是法国伊勒-维莱讷省的一个市镇，属于富热尔-维特雷区。

## 地理
托尔塞（48°3'42"N, 1°15'57"W）面积14.03 平方千米，位于法国布列塔尼大區伊勒-维莱讷省，该省份为法国西北部沿海省份，位于布列塔尼半岛东部，北濒大西洋，西接阿摩尔滨海省和莫尔比昂省，南至大西洋卢瓦尔省，西南端接曼恩-卢瓦尔省，东临马耶讷省，东北与芒什省接壤。
与托尔塞接壤的市镇（或旧市镇、城区）包括：圣欧班德朗德、韦尔热阿勒、拜镇、科尔尼耶、埃特雷勒、卢维涅德拜。

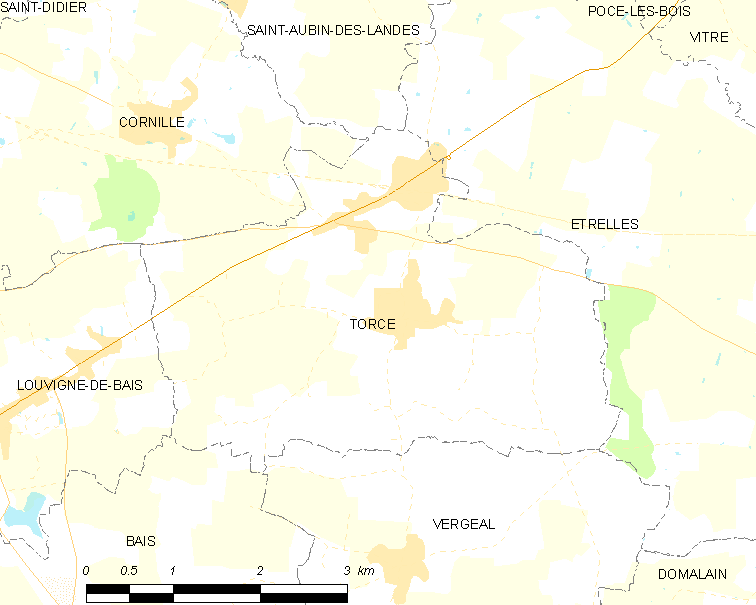
托尔塞的OSM定位图

托尔塞的时区为UTC+01:00、UTC+02:00（夏令时）。

## 行政
托尔塞的邮政编码为35370，INSEE市镇编码为35338。

## 政治
托尔塞所属的省级选区为布列塔尼地区拉盖尔什县。

## 人口

1962-2008年间托尔塞人口变化图示

托尔塞于2022年1月1日时的人口数量为1270人。